# Iwan Jurjewitsch Jazenko
Iwan Jurjewitsch Jazenko (russisch Иван Юрьевич Яценко; * 21. Juni 1992 in Jekaterinburg) ist ein russischer Eishockeyspieler. 

## Karriere
Iwan Jazenko begann seine Karriere als Eishockeyspieler in seiner Heimatstadt in der Nachwuchsabteilung von Spartakowez Jekaterinburg. Von 2009 bis 2012 spielte der Angreifer für die Juniorenmannschaft Awto Jekaterinburg in der multinationalen Nachwuchsliga Molodjoschnaja Chokkeinaja Liga. In der Saison 2010/11 lief er parallel zudem für die zweite Mannschaft von Sputnik Nischni Tagil in der drittklassigen Perwaja Liga an. Zur Saison 2012/13 wurde der Linksschütze vom HK Jugra Chanty-Mansijsk aus der Kontinentalen Hockey-Liga verpflichtet. In der KHL erzielte er in seinem Rookiejahr in 41 Spielen zwei Tore und vier Vorlagen. Zudem kam er als Leihspieler zu drei Einsätzen für den HK Sary-Arka Karaganda in der Wysschaja Hockey-Liga, der zweiten russischen Spielklasse.
Die Saison 2016/17 begann Jazenko beim HK Spartak Moskau, konnte sich dort aber nicht durchsetzen und wurde daher nach wenigen Spielen zunächst an Neftechimik Nischnekamsk, später an den HK Sotschi abgegeben. Im Dezember 2016 erfolgte dann ein weiterer Transfer, als Jazenko vom HK Sotschi zum HK Witjas aus Podolsk wechselte.

## KHL-Statistik
(Stand: Ende der Saison 2016/17)